# Prudski proces
Prudski proces označava niz sastanaka od ožujka do prosinca 2008. između trojice predsjednika vodećih nacionalnih stranaka u BiH, Dragana Čovića iz HDZ-a BiH, Milorada Dodika iz SNSD-a i Sulejmana Tihića iz SDA, na kojima su raspravljane ustavne reforme, popis pučanstva za 2011., status Brčko distrikta i pitanje državne imovine. Proces je propao zbog frakcijskih borbi unutar SDA, kada se Bakir Izetbegović suprotstavio podjeli BiH na četiri federalne jedinice komentirajući kako to ide na štetu Bošnjaka.
Čović je u studenome 2008. inicirao pregovore oko reforme Ustava BiH. Nakon toga, sastao se s predsjednicima vodećih nacionalnih stranaka, Miloradom Dodikom iz SNSD-a i Sulejmanom Tihićem iz SDA. Njih trojica potpisala su Odžački sporazum isti mjesec čime je počeo Prudski proces. Njime su se htjele postići ustavne reforme, odrediti popis stanovništva za 2011., urediti status Brčko distrikta, i riješiti pitanje državnog vlasništva. Dogovor su podržale ove tri vodeće stranke, no usprotivile su se Stranka za BiH Harisa Silajdžića i HDZ 1990 Bože Ljubića, iste stranke koje su oborile Travanjski paket 2006. Silajdžić je prigovarao da Prudski proces podcjenjuje bošnjačke nacionalne interese.
Vijeće za implementaciju mira (PIC) za zamjenika Miroslava Lajčáka imenovalo je austrijskog veleposlanika pri Sloveniji Valentina Inzka u ožujku 2009. Inzko je izjavio kako će njegov prioritet biti podrška Prudskom procesu. Na Mostarskom sajmu su se 31. ožujka 2009. sastali Čović i Tihić zajedno s predsjednikom Vlade Hrvatske Ivom Sanaderom i novim visokim predstavnikom. Sastanak se zbio se kako bi se mogao predstaviti napredak prudskog procesa PIC-u i novom visokom predstavniku. Sanader je na sastanku izrazio podršku Prudskom procesu i zahtjeve da hrvatski narod u BiH bude "suveren, ravnopravan i konstitutivan s preostala dva naroda".
Prudski proces narušen je kada je Dodik inzistirao da se potpiše dokument kojim se traži ukidanje Ureda visokog predstavnika, zbog čega je Tihić odbijao sastanke. Čović se također odbijao sastajati bez sudjelovanja svih trojice predstavnika. No, da bi se održao novi sastanak Prudske trojke, u lipnju 2009., uključio se visoki predstavnik Europske unije za vanjsku i sigurnosnu politiku Javier Solana. Unatoč pokušajima, Solana nije uspio u svojim namjerama. Međutim, Dodik i Tihić izgladili su nesporazume 16. lipnja uz pomoć biznismena Envera Štitkovca na otvaranju tvornice u Žepi. OHR je pozvao Prudsku trojku na sastanak 25. lipnja u Sarajevu.